# Cameron Brown (Fußballspieler)
Cameron Robert Brown (* 9. Juli 1999 in Auckland) ist ein neuseeländischer Fußballtorhüter.

## Karriere

### Klub
Aus der Jugend des Auckland City FC kommend, stieg er zur Saison 2019/20 in den Kader von deren erster Mannschaft auf. Wenngleich er bereits in der Saison 2017/18, unter anderem bei der Klub-WM 2017, zum Kader der Mannschaft gehörte. Seinen ersten Profieinsatz hatte er in der OFC Champions League, wo er am 7. März 2020, beim 2:0-Gruppenspielsieg über Lupe o le Soaga, über die komplette Spielzeit im Tor stand. Ab der darauffolgenden Premiership Saison 2020/21 war er der Stammtorhüter von Auckland und gewann mit diesen später in den Play-offs die Meisterschaft.
Mit der Einführung der National League zur Saison 2021 verlor er seinen Stammplatz und kam nur noch sporadisch zum Einsatz. Auch in der Champions League folgte lediglich ein weiter Einsatz. Sein letztes Ligaspiel war am 31. August 2022. Ende 2023 trennten er und Auckland City sich endgültig voneinander.

### Nationalmannschaft
Bei der neuseeländischen U20 gehörte er bei der Ozeanienmeisterschaft 2016 zum Kader und auch bei der Weltmeisterschaft 2017 war er dabei. Seine ersten Einsätze bekam er erst bei der Ozeanienmeisterschaft 2018, wo er in allen Partien, außer im zweiten Gruppenspiel, zum Einsatz kam und zum Titelgewinn beitrug. Nach einem Einsatz bei einem Freundschaftsspiel kam er noch im letzten Gruppenspiel der Weltmeisterschaft 2019 zum Einsatz.
Nach ersten Freundschaftsspielen, bei denen er im Juli 2019 für die U23 debütierte, agierte er für diese zudem nochmal als Stammtorhüter bei deren Ozeanienmeisterschaft 2019.